# (100560) 1997 GA12
(100560) 1997 GA12 es un asteroide perteneciente al cinturón de asteroides, descubierto el 3 de abril de 1997 por el equipo del Lincoln Near-Earth Asteroid Research desde el Laboratorio Lincoln, Socorro, Nuevo México.

## Designación y nombre
Designado provisionalmente como 1997 GA12.

## Características orbitales
1997 GA12 está situado a una distancia media del Sol de 2,610 ua, pudiendo alejarse hasta 3,022 ua y acercarse hasta 2,198 ua. Su excentricidad es 0,157 y la inclinación orbital 4,341 grados. Emplea 1540,34 días en completar una órbita alrededor del Sol.

## Características físicas
La magnitud absoluta de 1997 GA12 es 16,1.